# 上野修 (モーグル選手)
上野 修（うえの おさむ、1983年6月22日 - ）は、日本、長野県下高井郡野沢温泉村出身のフリースタイルスキー・モーグル選手。飯山北高等学校を卒業後、猪苗代温泉など全国でホテル業を営むリステルに入社した。上野の所属する猪苗代のホテルには、フリースタイルスキー・ワールドカップも開催されるリステルスキーファンタジアスキー場が併設されている。
2011年春に東日本大震災のあおりを受けた所属会社のリストラで同社を退職し、地元の野沢温泉スキークラブに移籍した。

## 経歴
中学2年生のとき、アルペンスキーからモーグルに転向した。2003年からW杯に参戦、2011-2012シーズンまでに2位1回、3位2回、モーグル総合は2007-2008シーズンの12位が最高位。
2006年トリノオリンピックのモーグル競技に日本代表として参加し、予選を15位で突破、決勝では20位に入った。
2011年アジア冬季競技大会ではモーグル、デュアルモーグルともに銀メダルを獲得した。
全日本フリースタイルスキー選手権大会では2003年にデュアルモーグル、2006年と2008年にモーグルを制している。